# 郡代
郡代（日语：／），又称郡奉行，是日本室町时代至江户时代幕府和诸藩设立的官职。  
其具体职责在不同历史时期有所不同，但通常指代那些代替当地领主负责征税、司法、军务等事务的地方行政官，管理范围一般以郡为单位，相当于郡级的代官（若称郡奉行，则相当于奉行）。